# 別所排水路
別所排水路（べっしょはいすいろ）は、埼玉県さいたま市南区を流れる排水路である。別所沼から笹目川に合流するまで全区間が暗渠化され、特に別所沼公園から武蔵浦和駅までは2kmに及ぶ遊歩道として花と緑の散歩道が整備されている。桜やアジサイの名所となっている。

## 歴史
別所沼から周辺の田圃への灌漑用に開削されたのが始まりである。その後桜が両岸に植えられた。1985年に埼京線が開通し、鹿手袋周辺は宅地化され、灌漑の役目が無くなった。そこで、流路の一部を埼京線に沿うように変更し、すべて暗渠化、両岸の桜を保存しつつ遊歩道となった。遊歩道は花と緑の散歩道と名付けられ、毎年四月頃になると西南さくらまつりが行われ、屋台が遊歩道に並ぶ。また梅雨にはアジサイ、秋には紅葉の名所になることから通行人で賑わう。
武蔵浦和駅以南の排水路跡も遊歩道化または駐輪場化されており、ハナミズキなどが楽しめる。
2005年頃までは下流の笹目川との合流点付近はほんの少しの区間だけ開渠であったが、改修の際遊歩道化された。
2016年にはさいたまトリエンナーレの会場となった。

## 支流
付近の鹿手袋･白幡地区の水田だった頃の面影である小規模な排水路や、田島排水路や沼影排水路（後述）などの水を合わせて笹目川に合流する。笹目川自体も田んぼの余水の排水を目的として造られた中央排水路である。
別所沼の余水は下水管を流れるため別所排水路には普段流れない。しかし、洪水などの際は一部の水が流れる構造になっている。

### 沼影排水路

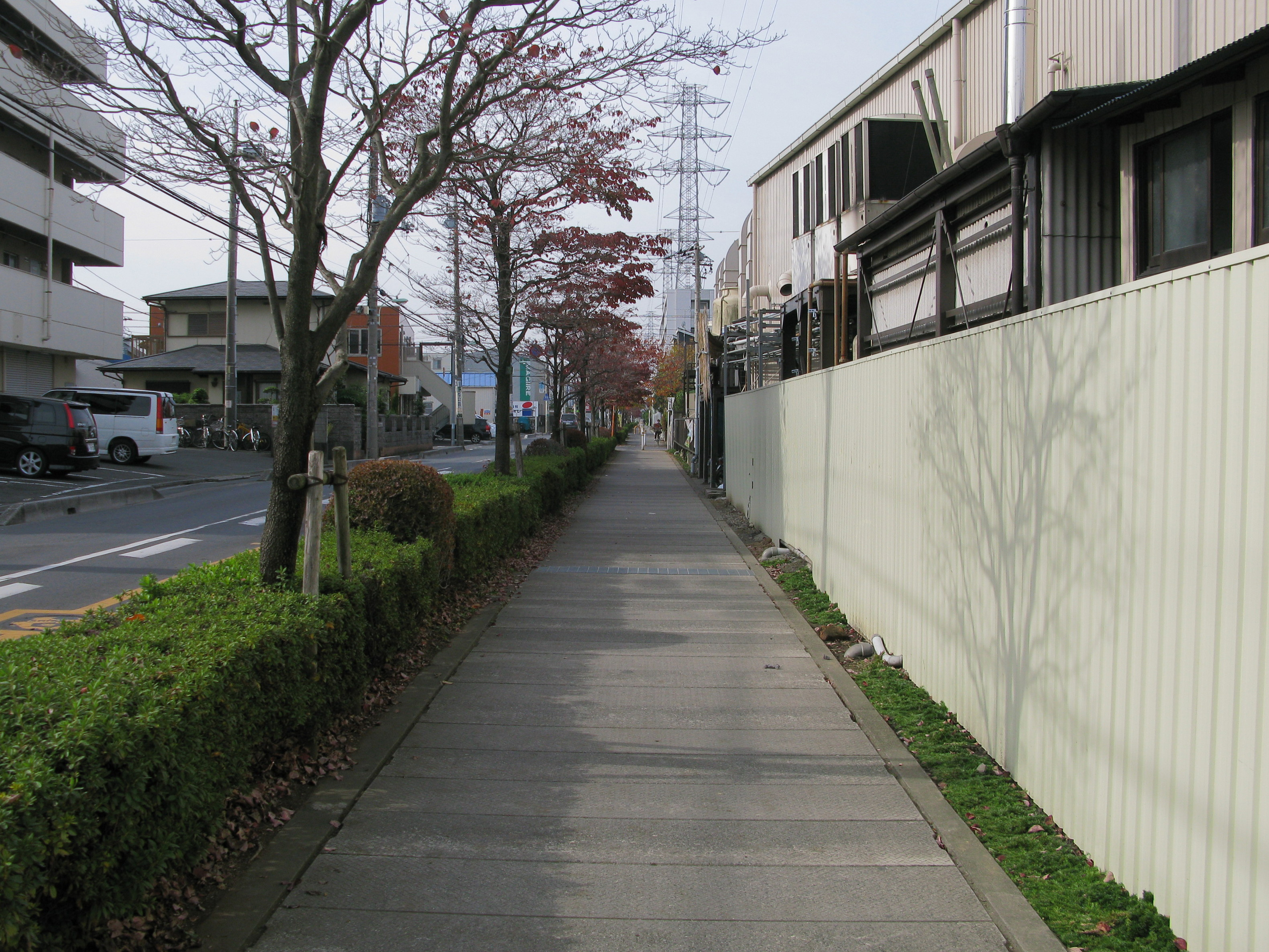
沼影排水路、曲本地区の暗渠区間

沼影排水路（ぬまかげはいすいろ）は、埼玉県さいたま市南区西部の沼影一丁目付近から水路が南西に流れ、南区曲本四丁目付近で道路に沿って東へ流れを変える。その後さいたま市立沼影小学校やロッテ浦和工場の南側を東西に直線的に流れる。
ロッテ工場南側付近は開渠でフェンスで囲まれたコンクリート張りの殺風景な水路となっている。それより上流は暗渠化され歩道となっている。
排水路を暗渠にして歩道化するというのは宅地化が進んだ南区内各地で見られる。

### 田島排水路
田島排水路（たじまはいすいろ）は、埼玉県さいたま市南区および桜区の境界辺りを流れる排水路である。暗渠化され遊歩道として整備されている。武蔵浦和駅付近で別所排水路に合流する。上流は鴻沼川とつながっているため鴻沼川にも排水する。遊歩道化されているのは埼玉県道40号さいたま東村山線より下流で、それより北は蓋をしただけの暗渠となっている。さいたま市立浦和大里小学校のすぐ脇に架かっていた観音橋は欄干が一部現存。かつての荒川下流部（旧入間川）の流路であった。

## 周辺地域
- 別所
- 鹿手袋
- 沼影
- 田島